# Arthur S. Maxwell
Arthur Stanley Maxwell (* 14. Januar 1896 in London; † 13. November 1970) war ein Autor und Herausgeber sowie Leiter der Siebenten-Tags-Adventisten.

## Leben
Maxwell besuchte das Stanborough College in London. Schon früh wurde er Mitarbeiter bei Stanborough Press. Am 3. Mai 1917 heiratete er seine Kollegin Rachel Elizabeth Joyce, mit der er vier Söhne und zwei Töchter hatte.
Später fing Maxwell an, Artikel für das Magazin The Present Truth zu schreiben, das seit 1972 Adventist Review heißt und die offizielle Zeitschrift der Adventisten ist. Außerdem schrieb er für Signs of the Times, ebenfalls eine adventistische Zeitschrift. 1920 wurde er Herausgeber der Present Truth und bis 1927 war er Leiter und Schatzmeister der Stanborough Press. Gleichzeitig war er Pastor einer nahegelegenen Kirche, ein offizieller Sprecher der adventistischen Kirche und zusätzlich Herausgeber einer Gesundheitszeitschrift.
Er schrieb im Laufe seines Lebens insgesamt 112 Bücher und ist bei vielen Adventisten weltweit als Onkel Arthur bekannt. Eine auch in deutscher Sprache weit verbreitete Veröffentlichung ist Menschen in Gottes Hand, für Kinder nacherzählte Bibelgeschichten in 10 Bänden.